# Poecilia
Poecilia é um género de peixes de água doce pertencente à família Poeciliidae, ordem Cyprinodontiformes. A denominação do género Poecilia deriva do grego ποικίλος (variados), em referência à coloração dos peixes. Esses vivíparos são nativos de água doce, salobra e salgada nas Américas, e algumas espécies do gênero são eurialinas. Alguns se adaptaram a viver em águas que contêm altos níveis de sulfeto de hidrogênio tóxico (H2S) e uma população de Poecilia mexicana vive em cavernas (outras populações dessa espécie vivem na superfície).
Algumas espécies comuns e difundidas são frequentemente mantidas como peixes de aquário, enquanto outras têm distribuição muito pequena e estão seriamente ameaçadas. São peixes comuns encontrados em qualquer loja de aquarismo. Os membros deste gênero são popularmente conhecidos como molinésias, com exceção feita ao gúpi (Poecilia reticulata) e ao Guppy Campona (Poecilia wingei).
A espécie-tipo é Poecilia vivipara. A lista vermelha da IUCN conta com uma das espécies do género estando em estado de perigo: Poecilia sulphuraria.
Micropoecilia foi proposto para ser incluído como um subgênero de Poecilia.

## Taxonomia e etimologia
Poecilia foi proposto pela primeira vez como um gênero em 1801 pelos naturalistas alemães Marcus Elieser Bloch e Johann Gottlob Theaenus Schneider quando o Poecilia vivipara descrito como uma nova espécie. P. vivipara foi subsequentemente designada como a espécie tipo do gênero por Pieter Bleeker em 1864. É o gênero tipo da subfamília Poeciliinae e da família Poeciliidae. Poecilia refere-se à palavra grega ποικίλος (poikilos), que significa "variegado" ou "salpicado", uma alusão à coloração e padrão da espécie-tipo, bem como de peixes e outros afins, como o Fundulus heteroclitus que Bloch e Schneider classificaram em gênero.

## Aquários
Os peixes deste gênero têm coloração extremamente variável e foram criados seletivamente para criar muitas variedades diferentes. As espécies mais comumente mantidas são gúpis (Poecilia reticulata), molinésias (Poecilia sphenops ou Poecilia latipinna) e Guppy Campona (Poecilia wingei). Os membros do gênero hibridizam-se facilmente uns com os outros e, portanto, a maioria dos peixes oferecidos comercialmente são híbridos (com gúpis tendo alguns guppys camponas e molinésias sendo uma mistura de molinésias comuns e sailfin).
Eles são fáceis de sexar, pois os machos têm um gonopódio proeminente, uma nadadeira anal modificada usada para inseminar as fêmeas. Eles amadurecem rapidamente e se reproduzem rapidamente, com as fêmeas dando à luz uma dúzia ou mais de filhotes a cada mês. Poecilídeos são canibais e comem qualquer um de seus filhotes que não conseguem fugir a tempo (com as fêmeas frequentemente comendo os filhotes que acabaram de dar à luz, especialmente em um ambiente de aquário apertado).

## Espécies
As 40 espécies atualmente reconhecidas neste gênero são:
- Poecilia boesemani (Poeser, 2003)
- Poecilia butleri (D. S. Jordan, 1889)
- Poecilia catemaconis (R. R. Miller, 1975)
- Poecilia caucana (Steindachner, 1880)
- Poecilia caudofasciata (Regan, 1913)
- Poecilia chica (R. R. Miller, 1975)
- Poecilia dauli (M. K. Meyer & Radda, 2000)
- Poecilia dominicensis (Evermann & H. W. Clark, 1906)
- Poecilia elegans (Trewavas, 1948)
- Poecilia formosa (Girard, 1859)
- Poecilia gillii (Kner, 1863)
- Poecilia hispaniolana (Rivas, 1978)
- Poecilia hondurensis (Poeser, 2011)
- Poecilia kempkesi (Poeser, 2013)
- Poecilia koperi (Poeser, 2003)
- Poecilia kykesis (Poeser, 2002)
- Poecilia latipinna (Lesueur, 1821)
- Poecilia latipunctata (Meek, 1904)
- Poecilia marcellinoi (Poeser, 1995)
- Poecilia maylandi (M. K. Meyer, 1983)
- Poecilia mechthildae (M. K. Meyer, Etzel & Bork, 2002)
- Poecilia mexicana (Steindachner, 1863)
- Poecilia nicholsi (G. S. Myers, 1931)
- Poecilia obscura (Schories, M. K. Meyer & Schartl, 2009)
- Poecilia orri (Fowler, 1943)
- Poecilia parae (C. H. Eigenmann, 1894)
- Poecilia petenensis (Günther, 1866)
- Poecilia reticulata (W. K. H. Peters, 1859)
- Poecilia rositae (M. K. Meyer, K. Schneider, Radda, B. Wilde & Schartl, 2004)
- Poecilia salvatoris (Regan, 1907)
- Poecilia sarrafae (Bragança & W. J. E. M. Costa, 2011)
- Poecilia sphenops (Valenciennes, 1846)
- Poecilia sulphuraria (Álvarez, 1948)
- Poecilia teresae (D. W. Greenfield, 1990)
- Poecilia vandepolli (van Lidth de Jeude, 1887)
- Poecilia velifera (Regan, 1914)
- Poecilia vivipara (Bloch & J. G. Schneider, 1801)
- Poecilia waiapi (Bragança, W. J. E. M. Costa & Gama, 2012)
- Poecilia wandae (Poeser, 2003)
- Poecilia wingei (Poeser, Kempkes & Isbrücker, 2005)